# Auferstehungskirche (Stuttgart)

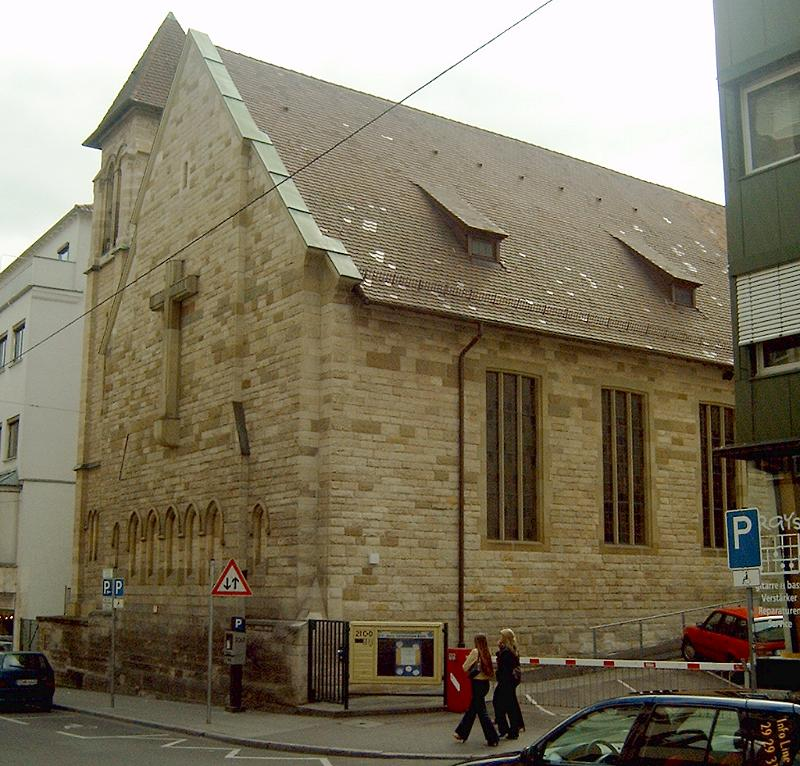
Die Auferstehungskirche

Die Auferstehungskirche stand an der Sophienstraße in der südlichen Innenstadt Stuttgarts. Sie war die Kirche der evangelisch-methodistischen Auferstehungsgemeinde. Die Kirche wurde am 11. September 1879 eingeweiht. Für den Kirchenbau hatte die seit den 1860er Jahren bestehende Gemeinde unter Methodisten in Deutschland und Großbritannien Spenden gesammelt. Als Ehrengäste zur Einweihungsfeier waren die Prediger G. Samuel Paul Scheikher aus London und Harms aus Sunderland zugegen.
Während des Zweiten Weltkriegs wurde die Kirche durch britische und amerikanische Bombenangriffe schwer beschädigt. Nach Kriegsende sammelte die Gemeinde erneut Spenden, um die Kirche wiederzuerrichten. Der Aufbau folgte den Plänen des Architekten Pottkamp. Dabei wurde die Ausrichtung des Gottesdienstraumes um 180 Grad gedreht. Das große Giebelfenster an der Nordostseite wurde dabei verschlossen und in die Außenmauer ein Kreuz eingefasst. An der Innenseite stand seitdem der Altar. Das Altarbild gestaltete der Münchner Künstler Artur Karl Maerthesheimer in Putztechnik. Am 15. Januar 1950 wurde die Kirche wieder eingeweiht.
Seit 2010 wurde die Kirche von der Auferstehungsgemeinde nicht mehr genutzt. Nach einer profanen Zwischennutzung wurde das Gebäude trotz Widerstands Ende März 2013 von der Auferstehungsgemeinde abgebrochen, um das leere Grundstück verkaufen zu können. Da das Kirchengebäude lediglich „stadtbildprägend“, jedoch nicht denkmalgeschützt war (so die Leiterin der Stuttgarter Denkmalschutzbehörde im Rathaus), stand einem Abriss nichts im Wege. Da eine Nutzung für das benachbarte Einkaufszentrum „Das Gerber“ nicht möglich war, entstand auf dem Grundstück unter dem Projektnamen Sophie 23 ein Wohn- und Geschäftshaus mit Kindertagesstätte.